# 2009年民主党代表選挙
2009年民主党代表選挙（2009ねんみんしゅとうだいひょうせんきょ）は、2009年5月16日に行われた両院議員総会において民主党代表を選任する選挙である。この結果、鳩山由紀夫が新代表として選出された。

## 概要
当時の民主党内では、西松事件に絡む小沢一郎の公設第一秘書逮捕に伴い小沢の求心力が低下していた。また各種世論調査でも党勢に陰りが見られた。これを受けて小沢は5月11日に辞任を表明、代表選が行われることとなった。
代表選の日程については、5月12日午前の党役員会・役員会後の常任幹事会・夕方の両院議員総会において、5月16日に立候補受付・投開票とすることが決定した。
党役員会の際、代表選の投票権者の範囲について、政調会長代理の長妻昭ら4名が執行部案の国会議員だけではなく、さらに広げるべきだと主張したが、小沢は「長妻、安住、野田、福山の4人組！お前らいつも反対反対と、最後くらい言うことを聞け！」と強く反対、副代表の北澤俊美による異論にも「北澤先生ともあろう方がこんなことを言うとは信じられない！」と言って押し切った。また常任幹事会、両院議員総会でも異論が出たが、最終的には執行部案のまま押し切られることとなった。

### 候補者
正式な立候補受付は投開票が行われる両院議員総会当日午前9時から10時までの1時間であるが、5月14日に鳩山由紀夫、岡田克也両名が立候補を表明し、この2名によって選挙戦は行われた。

## 党代表選データ

### 日程
- 5月12日（火）　2009年5月民主党代表選挙実施要領の公告
- 5月16日（土）　立候補受付・両院議員総会（投開票）

### 選挙人
| 種別       | 人数  |
| ---------- | ----- |
| 衆議院議員 | 112人 |
| 参議院議員 | 109人 |
| 合計       | 221人 |

### 推薦人
| 候補者 | 鳩山由紀夫 | 岡田克也   |
| ------ | ---------- | ---------- |
| 推薦人 | 赤松広隆   | 大串博志   |
| 推薦人 | 石関貴史   | 小川淳也   |
| 推薦人 | 太田和美   | 川端達夫   |
| 推薦人 | 北神圭朗   | 菊田真紀子 |
| 推薦人 | 楠田大蔵   | 高井美穂   |
| 推薦人 | 小平忠正   | 田嶋要     |
| 推薦人 | 小宮山泰子 | 長妻昭     |
| 推薦人 | 筒井信隆   | 鉢呂吉雄   |
| 推薦人 | 仲野博子   | 藤村修     |
| 推薦人 | 原口一博   | 平岡秀夫   |
| 推薦人 | 福田昭夫   | 細川律夫   |
| 推薦人 | 松原仁     | 松本大輔   |
| 推薦人 | 山口壮     | 足立信也   |
| 推薦人 | 犬塚直史   | 大河原雅子 |
| 推薦人 | 植松恵美子 | 岡崎トミ子 |
| 推薦人 | 大久保潔重 | 金子恵美   |
| 推薦人 | 加藤敏幸   | 郡司彰     |
| 推薦人 | 川崎稔     | 高橋千秋   |
| 推薦人 | 行田邦子   | 徳永久志   |
| 推薦人 | 小林正夫   | 中谷智司   |
| 推薦人 | 谷岡郁子   | 長浜博行   |
| 推薦人 | 広中和歌子 | 藤本祐司   |
| 推薦人 | 藤田幸久   | 松浦大悟   |
| 推薦人 | 牧山弘恵   | 松野信夫   |
| 推薦人 | 水岡俊一   | 水戸将史   |

## 選挙の結果
|            | 得票数 |
| ---------- | ------ |
| 鳩山由紀夫 | 124票  |
| 岡田克也   | 95票   |

（欠席：1、無効票：1）
　

## その他
- 福岡政行が投票直前に行われた候補者2人によるディベートの司会を担当した。
- 衆議院議員の岩國哲人が欠席し、無効票は白票であった[7]。
- 衆議院の任期満了を間近に控えて総選挙が近かったこともあり、とかく亀裂を残しがちだった過去の代表選に対する反省から、論戦は低調だった。しかし民主党のマニフェストをめぐっていくつかの対立点も浮かび上がった。代表的なものがガソリンのいわゆる暫定税率を巡るもので、鳩山が暫定税率廃止によるガソリン代引き下げを政権奪取後初年度から行うべきだと主張したのに対し、岡田は優先順位が低いとして先送りを示唆した。結局鳩山が勝利し、暫定税率廃止は公約に掲げられたが、政権獲得後の税制改正でこの問題は大きな争点となり、財源不足から撤回に追い込まれることになった。
- 菅直人はこの選挙までのすべての代表選に出馬していたが、今回は出馬を見送った。
- 選挙の結果新代表として選出された鳩山は、小沢が代表辞任を発表するまで自らの進退について「小沢氏の下での幹事長だ。殉じるときは殉じる」と述べ、小沢が辞任する際には自らも連帯責任を取り幹事長を辞任する考えを示していた。また、後任の代表に自らが就く可能性については「そんなふうにはいかない」と否定していた[8]。